# Lewis H. Brereton
Lewis Hyde Brereton (Pittsburgh, 21 juni 1890 – 20 juli 1967) was een Amerikaanse vliegtuigpionier en officier bij de United States Army Air Forces tijdens de Tweede Wereldoorlog.

## Voor de Tweede Wereldoorlog
Brereton studeerde in 1911 aan de United States Naval Academy en in 1913 studeerde hij als een van de eerste af aan de Signal Corps Aviation School.
Tijdens de Eerste Wereldoorlog voerde Brereton het commando over de 12th Aero Squadron, een van de eerste Amerikaanse luchtmachteenheden aan het Westfront. Hij werd later hoofd van de luchtmacht van de US First Army Corps. In oktober 1918 drie weken voor het einde van de oorlog had Brereton het plan opgevat om leden van het 1st Infantry Division boven de door de Duitsers bezette stad Metz te droppen. Het had de eerste aanval met luchtlandingstroepen moeten worden. Terwijl zijn superieur Brigadier-generaal Billy Mitchill het plan steunde wees generaal John Pershing het achter af. Na de wapenstilstand werd hij benoemd tot stafchef bij het Headquarters Air Service of the U.S. Third Army.

## Tweede Wereldoorlog

### Verre Oosten
Bij het begin van de Amerikaanse deelname aan de Tweede Wereldoorlog was Brereton commandant van de Far East Air Force (FEAF) in de Filipijnen. Gelijk na de uitbraak van de oorlog drong hij erop aan om onmiddellijk een luchtaanval uit te voeren op de Japanse luchtmachtbases op Formosa. Maar Brereton werd overklast door generaal Douglas MacArthur en hij had het nagelaten om zijn aan de grond staande vliegtuigen te verspreiden in afwachting van een mogelijke aanval, de FEAF werd grotendeels ook op de groot vernietigd. Hij ontving geen tuchtstraf voor zijn falen om Amerikaanse levens te redden.

## Midden-Oosten
In juni 1942 werd Brereton benoemd tot commandant van de U.S. Middle East Air Forces. Deze eenheid werd later de U.S. Ninth Air Force. Een van de missies die de zware bommenwerpers van de Ninth Air Force tijdens het commando van Brereton uitvoerde was de aanval op de Roemeense stad Ploiești, ook bekend als Operatie Tidal Wave. Het was Brereton die erop aandrong dat de aanval moest worden ondernomen ondanks dat de inlichtingendienst voorspelde dat ongeveer 50% van de vliegtuigen zou worden neergehaald. De aanval op Ploesti vond toch plaats en resulteerde in zware verliezen voor de U.S. Army’s B-24 Squadrons. Door deze missie hebben vijf mannen de Medal of Honor gekregen. Het grootste aantal ooit behaald tijdens één enkele missie.

## Europa
Door het eindigen van operaties in het Midden-Oosten en de overplaatsing van eenheden van de Twelfth Air Force en Fiftheenth Air Force voor operaties in Italië. Brereton bleef de bevelhebber van de Ninth Air Force toen het in oktober 1943 werd ontbonden en heropgebouwd in Engeland om een tactisch luchtmachteenheid te worden voor Europese operaties. Hij werd in april 1944 tijdelijk bevorderd tot luitenant-generaal.
Op 2 augustus 1944 werd Brereton benoemd tot bevelhebber van de First Allied Airborne Army. Op 16 september gaf hij groen licht voor het begin van de Operatie Market Garden de volgende dag. Hij trad aan het einde van de oorlog in Europa af.

## Na de Tweede Wereldoorlog
Brereton was van mei 1945 tot 1 september 1948 voorzitter van de Military Liaison Committee bij het United States Atomic Energy Commission. Hij overleed in op 77-jarige leeftijd aan een hartaanval in het Walter Reed Army Medical Center in Washington D.C.

## Militaire loopbaan
- Second Lieutenant: 17 augustus 1911[3]
- First Lieutenant: juli 1916
- Captain: 15 mei 1917
- Major: 2 juli 1918
- Tijdelijk Lieutenant Colonel: 1 november 1918
- Colonel:
- Brigade General: 1 oktober 1940
- Major General:
- Lieutenant General: 28 april 1944[1]

## Decoraties
- Distinguished Service Cross (Verenigde Staten)[4]
- Army Distinguished Service Medal (2) met Eikenloof cluster op 18 februari 1943 en 23 augustus 1946[3][4][5]
- Zilveren Ster[3][4]
- Legioen van Verdienste (2) met Eikenloof cluster[3][4]
- Distinguished Flying Cross (Verenigde Staten) op 12 september 1918[5][3]
- Bronzen Ster[3][4]
- Purple Heart[3]
- Air Medal[3][4]
- Overwinningsmedaille (Verenigde Staten)
- Amerikaanse Defensie Service Medaille
- Amerikaanse Campagne Medaille
- Azië-Pacifische Oceaan Campagne Medaille
- Europa-Afrika-Midden Oosten Campagne Medaille
- World War II Victory Medal
- Ridder in de Albertorde[3](Grootofficier)?[6]
- Commandeur in de Orde van Danilo[3]
- Legioen van Eer, Commandeur en Officier op 1 januari en 7 augustus 1944[5][3][4]
- Croix de guerre (Frankrijk) met twee Palm in januari 1945[3][4]
- Lid in de Orde van het Bad in juni 1942[3][4]
- Grootofficier in de Orde van Oranje-Nassau in december 1942[3]
- Commandeur in de Orde van Oranje-Nassau in december 1942[3][4]
- Commandeur met Ster in de Orde Polonia Restituta in mei 1945[3][4]